# 아사히 프로덕션
주식회사 아사히 프로덕션(일본어: 株式会社旭プロダクション 가부시키가이샤 아사히 푸로다쿠숀[*], 영어: ASAHI PRODUCTION Co.,Ltd.)은 일본의 애니메이션 제작사다. 1973년 6월 1일에 창립했다. 일본동화협회의 준회원이다.

## 역사
아사히 프로덕션은 1973년에 설립되었으며, 처음에는 전문 촬영 스튜디오 및 PR 무비 회사로 설립되었다. 도쿄 무비와 그 계열사였던 도쿄 무비 신샤(현 TMS 엔터테인먼트)가 첫 고객이였다. 일본손해보험협회와 아사히 카세이와 같은 대기업과 업계 단체의 PR 무비 제작이 스튜디오의 주요 사업이었다.

## 작품

### TV 애니메이션
- 얀챠루 몬챠 (1999년)
- 블루 드롭 ~천사들의 희곡~ (2007년, 공동제작: 비스탁)
- 슈퍼 로봇 대전 OG - 디 인스펙터 - (2010년)
- 핏치삐치 ♪ 시즈쿠 짱 (2012년, 공동제작: Yoonif E&C)
- 히메고토 (2014년)
- 우리집의 욕조 사정 (2014년)
- 지금, 두 사람의 길 (2015년)
- 후낫시의 후나후나후나 일화 (2015년)
- 밀리언 돌르 (2015년)
- 온천유정 하코네짱 (2015년, 공동제작: 프로덕션 리드)
- 빵으로 Peace! (2016년)
- 너는 아직 군마를 모른다 (2018년)
- 나무아미타불 -연대 UTENA-(2019년)
- 천지창조 디자인부 (2021년)
- WAVE!! ~서핑하자!!~ (2021년)
- 피치 보이 리버사이드 (2021년)
- 소녀전선 (2022년)
- 아르스의 거수 (2023년)
- 내 옆에 은하 (2023년)
- B-PROJECT ~열렬*러브콜~ (2023년)
- 마법소녀를 동경해서 (2024년)
- 꽝 스킬 《나무 열매 마스터》 ~스킬의 열매(먹으면 죽음)를 무한히 먹을 수 있게 된 건에 대하여~ (2025년)

### 극장 애니메이션
- 하트 나라의 앨리스 ~Wonderful Wonder World~ (2011년)
- 산타 컴퍼니 크리스마스의 비밀 (2019년)
- WAVE!! ~서핑하자!!~ (2020년)